# 1889年香港
|        | 香港歷史 \| 香港歷史年表                                                                                                   |
| 世紀： | 18世紀香港 \| 19世紀香港 \| 20世紀香港                                                                                     |
| 年代： | 1850年代香港 \| 1860年代香港 \| 1870年代香港 \| 1880年代香港 \| 1890年代香港 \| 1900年代香港 \| 1910年代香港               |
| 年份： | 1885年香港 \| 1886年香港 \| 1887年香港 \| 1888年香港 \| 1889年香港 \| 1890年香港 \| 1891年香港 \| 1892年香港 \| 1893年香港 |
| 紀年： | 己丑年（牛年）、香港開埠48周年                                                                                             |

## 大事記
- 1月18日，頒佈《訴訟證據條例》。[1]
- 1月24日，英商仁記洋行以60萬港元資本創立香港電燈公司，翌年12月1日開始在港島部份地區供電。[2]
- 1月，港府中止正按察司出任立法局議員，議席由總登記官出任。[1]
- 2月，長洲北社天后古廟首次進行翻新。[1]
- 3月2日，英商合組香港置地公司，在港註冊成立，資金500萬港元[2]。
- 3月13日，頒佈《封閉昂船洲條例》[2]，將該島列為軍事用地。
- 5月10日，頒佈《填築維多利亞城中西區海灘條例》。[2]
- 5月14日，立法局通過《修正保護婦女條例》並廢止《取締花柳傳染病條例》。[1]
- 5月29-30日，特大暴雨成災，釀成44人死亡及失蹤[3]、6人受傷[3]，並在5月30日創下至今最高日雨量，520.6豪米（記錄在1926年7月19日後被打破），但最高峰在24小時內（1889年5月29日上午6時至1889年5月30日上午6時）錄得雨量達697.1毫米，比1926年7月19日更多[4]。這場暴雨被當時官方形容為「一場殘酷的、帶着雷電轟鳴的暴雨」[5]。
- 7月3日，頒佈《華人移提國籍條例》，規定中國政治犯不在引渡之列。[1]
- 7月10日，中央書院新校在中環鴨巴甸街落成。[1]
- 7月15日，中央書院易名為維多利亞書院。[1]
- 8月31日，港督德輔因公離港，由菲林明爵士署任其職務。[1]
- 9月24日，德輔公務完畢回港。[1]
- 10月31日，德輔向殖民地部大臣諾斯福勳爵提交《香港情況與展望報告書》。[1]
- 12月20日，當局委任古德曼（W. M. Goodman）為總檢察官。[1]
- 本年：
  - 全年商業平淡。[1]
  - 全港警察總數679人，其中歐警102人、印警227人、華警350人。[1]
  - 股票價值大漲，香港股市首次出現投機熱並持續兩年。[1]
  - 在港註冊的股份公司增至54間，3年間增加一倍。[2]
  - 立法局頒佈《收回公地條例》。[2]
  - 本港建成首間水泥廠，該廠由澳門遷來。[2]
  - 政府財政收入為182萬港元，支出183萬。[1]
  - 總人口為194,622人，外國人佔10,972名。[1]

## 逝世人物
- 9月29日，史釗域（52歲），著名教育家、教育司署首任首長，因出席一家宴會着涼[1]，引發肺炎不治[1]。